# Turak czarnodzioby
Turak czarnodzioby (Tauraco schuettii) – gatunek średniej wielkości ptaka z rodziny turakowatych (Musophagidae) występującego w Centralnej Afryce. Charakterystyczne dla tego i kilku spokrewnionych z nim gatunków jest występowanie w piórach unikatowych barwników: zielonej turakowerdyny i czerwonej turacyny, niespotykanych u prawie żadnych innych zwierząt.

## Zasięg występowania
Główny obszar zamieszkania turaka czarnodziobego obejmuje centralną i północną część Demokratycznej Republiki Konga. Swym zasięgiem przekracza on tylko nieznacznie granice tego państwa, obejmując przygraniczne tereny Angoli, Konga, Republiki Środkowoafrykańskiej, Sudanu Południowego, Burundi, Rwandy i Tanzanii. Istnieje też populacja turaków czarnodziobych w zachodniej części Kenii.

## Opis gatunku
Upierzeniem przypomina bardzo turaka zielonoczubego, do którego wcześniej był zaliczany jako jeden z podgatunków.
Głowa i przednia część tułowia (szyja, pierś, górna część grzbietu) zielone. Zaokrąglony czub zakończony białą kreską. Dwie białe kreski i jedna czarna znajdują się również w pobliżu oka otoczonego nagą, czerwoną skórą. Dziób barwy czarnej, od której powstała m.in. polska i angielska nazwa gatunkowa. U podgatunku T. schuettii schuettii pokrywy skrzydłowe i ogon mają opalizującą barwę granatową do fioletowej, a u podgatunku T. schuettii emini pokrywy skrzydłowe i pióra ogona opalizują w kolorze zielonym. Lotki u obydwu podgatunków są krwistoczerwone, widoczne głównie w locie. Skrzydła stosunkowo krótkie i zaokrąglone, ogon długi, przystosowany do manewrowania wśród gałęzi. Lata słabo, za to zręcznie skacze i wspina się wśród koron drzew. Charakterystyczny, donośny głos tego turaka to „kuah-kuah-kuah”.
Średnie wymiary
Długość ciała wynosi około 40 cm (wraz z długim ogonem). Masa ciała w granicach 199–272 g.
Biotop
Różnorodne leśne siedliska na wysokości od 500 do 2800 m n.p.m.
Pożywienie
Owoce, pąki, liście i kwiaty drzew. W okresie lęgowym dietę uzupełniają też drobne stawonogi.
Rozmnażanie
Do gniazda (zbudowanego z patyków w formie platformy) samica składa zwykle 2 jaja wysiadywane przez obydwoje rodziców. Para ptaków solidarnie broni również swego terytorium i wychowuje potomstwo.

## Podgatunki
Wyróżniono dwa podgatunki T. schuettii:
- turak górski[4] (T. schuettii emini) – wschodnia część areału, począwszy od wschodniej części Demokratycznej Republiki Konga, gdzie współwystępuje z drugim podgatunkiem i na wschód oraz północ od jej granic[2],
- turak czarnodzioby[4] (T. schuettii schuettii) – zachodnia część areału: głównie centralna i zachodnia część Demokratycznej Republiki Konga po granice Angoli. Na wschodzie swego zasięgu występowania spotykany wraz z drugim podgatunkiem[2].

## Status
Międzynarodowa Unia Ochrony Przyrody (IUCN) uznaje turaka czarnodziobego za gatunek najmniejszej troski (LC – Least Concern) nieprzerwanie od 1988 roku. Trend liczebności populacji uznaje się za stabilny.